# 新店街道
新店街道是中华人民共和国福建省厦门市翔安区下辖的一个街道办事处，原為行政建制镇。

## 歷史
新店镇在“村改居”前下辖2个社区和33个行政村，2008年全部改制为社区。
2021年1月6日先改街道，後於同年4月25日将新店、马巷两个街道析置为新店、凤翔、金海、香山、马巷、民安六个街道。

## 行政区划
新店街道下辖：
新店街道下辖祥吴、祥美、曾坂、新兴、洪琳湖、新店、东兴、洪前、陈塘、溪尾、蔡厝11个社区。

## 另見
- 彭德清